# Orazione nell'orto (Perugino)
L'Orazione nell'orto è un dipinto a olio su tavola (166x171 cm) di Pietro Perugino, databile al 1483-1495 circa e conservata nella Galleria degli Uffizi a Firenze.

## Storia
L'opera venne dipinta per la chiesa del convento di San Giusto alle mura dei frati Ingesuati, assieme alla Pietà e a una Crocifissione. Vasari vide queste tavole sugli altari laterali della chiesa di San Giovanni Battista della Calza, dove erano stati trasferiti dopo che l'altra chiesa, come è noto, venne distrutta nel 1529 per l'assedio di Firenze.
Qui l'Orazione nell'orto stette sul secondo altare sinistro della navata della chiesa fino alle soppressioni della fine del XVIII  secolo, quando venne destinato alla Galleria dell'Accademia, dove erano stati radunati tutti i dipinti più importanti provenienti dagli ex-istituti religiosi del territorio di Firenze. Negli anni cinquanta del XX secolo, con la riorganizzazione delle collezioni fiorentine, venne infine destinata agli Uffizi, assieme alle altre tavole, che si trovano oggi nella Sala di Leonardo.
La datazione è incerta: Scarpellini pensò al 1482, subito dopo il ritorno da Roma, anni in cui gli Ingesuati fecero lavori di grande importanza per la loro chiesa, testimoniati dalla commissione della Madonna e santi del Ghirlandaio che decorava un tempo l'altare maggiore; altri hanno proposto una datazione leggermente più tarda, ma comunque entro lo scadere del secolo, quando Perugino si convertì definitivamente al colore legato con olio di lino, che in queste opere è solo a livello sperimentale.
L'opera è stata restaurata nel 1998.

## Descrizione e stile
La scena è impostata secondo uno schema pacato e piacevole, in cui paesaggio e personaggi interagiscono creando una composizione accuratamente bilanciata, con rispondenze simmetriche e un'ordinata scansione dei piani. Il colore è acceso e morbidamente sfumato, la luce forte ma mai troppo incidente, i volumi ben modellati, la spazialità profondissima, grazie all'espediente del paesaggio che schiarisce in lontananza per effetto della foschia.
Al centro della pala campeggia Cristo inginocchiato su una roccia dell'orto del Getsemani, mentre riceve da un angelo un calice divino. La sua figura si staglia conto il cielo chiaro e forma uno schema triangolare con i tre apostoli addormentati alla base (rispettivamente da sinistra Giovanni, Pietro e Giacomo il maggiore), intersecato dalle linee digradanti delle colline ai lati, che terminano in una veduta lacustre, molto in voga nella pittura dell'epoca, con una città fortificata e un ponte all'antica. Le figure addormentate vennero ampiamente lodate da Vasari, nei quali l'artista secondo lui «mostrò quanto vaglia il sonno contra gli affanni e dispiaceri».
Ai lati, in secondo piano, si avvicinano due gruppi di soldati, che stanno venendo a catturare Cristo guidati dal traditore Giuda Iscariota: se la loro presenza è tipica nell'iconografia della scena, molto originale è la loro disposizione su entrambi i lati, come se stessero accerchiando il Cristo, che genera senso di movimento misuratamente equilibrato, come in una balletto.
Gli alberelli che punteggiano le colline, esili e dalle morbide fronde, sono un elemento tipico di Perugino e della scuola umbra; si stagliano nel nitido paesaggio ispirato ai modelli nordici e lodatissimo dal Vasari.